# Tall Ada
Tall Ada (arab. تل عدا) – miejscowość w Syrii, w muhafazie Hama. W 2004 roku liczyła 1597 mieszkańców.